# NGC 798
NGC 798 je galaksija u zviježđu Trokut.

## Vanjske poveznice
- SEDS: NGC 798